# ماركو أنطونيو أفيلا غارسيا
ماركو أنطونيو أفيلا غارسيا (بالإسبانية: Marco Antonio Ávila García)‏ هو صحفي مكسيكي، ولد في 15 يناير 1973، وتوفي في 18 مايو 2012.